# Copa Davis de 1973
A Copa Davis de 1973 foi a 62ª edição do mais importante torneio do tênis masculino de seleções. Participaram da competição 53 equipes, sendo 31 na Zona Europeia, 12 na Zona Americana e 10 na Zona do Leste.
Os Estados Unidos venceram o Chile na final da Zona Americana, a Austrália derrotou a Índia na final da Zona Oriental e Tchecoslováquia e Romênia venceram os grupos da Zona Europeia. No Interzonal, Estados Unidos e Austrália venceram seus jogos, fazendo a final no Public Auditorium em Cleveland, OH, Estados Unidos, entre os dias 30 de novembro e 2 de dezembro, com vitória dos australianos. Essa séria marcou a primeira vez que a final foi realizada em quadra indoor. 

## Zona Americana

### Região América do Norte/Central

#### Fase Preliminar
Times
- Canadá
- Caribe
- Colômbia — avançou para a Chave Principal
- México — avançou para a Chave Principal
- Venezuela

#### Chave Principal
Times
- Colômbia
- México
- Estados Unidos — avançou para a Final Interzonal americana

|  | Semifinal 23-25 de março | Semifinal 23-25 de março | Semifinal 23-25 de março |  |  | Final 11-13 de maio | Final 11-13 de maio | Final 11-13 de maio |
|  |                          |                          |                          |  |  |                     |                     |                     |
|  |                          |                          |                          |  |  | México              | México              | 1                   |
|  | Colômbia                 | Colômbia                 | 0                        |  |  | Estados Unidos      | Estados Unidos      | 4                   |
|  | México                   | México                   | 5                        |  |  |                     |                     |                     |

### Região América do Sul

#### Fase Preliminar
Times
- Argentina — avançou para a Chave Principal
- Brasil
- Equador
- África do Sul — avançou para a Chave Principal
- Uruguai

#### Chave Principal
Times
- Argentina
- Chile — avançou para a Final Interzonal americana
- África do Sul

|  | Semifinal 13-15 de abril | Semifinal 13-15 de abril | Semifinal 13-15 de abril |  |  | Final 4-6 de maio | Final 4-6 de maio | Final 4-6 de maio |
|  |                          |                          |                          |  |  |                   |                   |                   |
|  |                          |                          |                          |  |  | Argentina         | Argentina         | 2                 |
|  | Argentina                | Argentina                | 4                        |  |  | Chile             | Chile             | 3                 |
|  | África do Sul            | África do Sul            | 1                        |  |  |                   |                   |                   |

### Final
|  | Final 3-5 de agosto |                |   |
|  |                     |                |   |
|  | ANC                 | Estados Unidos | 4 |
|  | AMS                 | Chile          | 0 |

## Zona do Leste (Oriental)

### Fase Preliminar
Times
- Hong Kong
- Indonésia — avançou para a Chave Principal
- Japão — avançou para a Chave Principal
- Malásia
- Paquistão — avançou para a Chave Principal
- Coreia do Sul
- Vietnã do Sul — avançou para a Chave Principal
- Sri Lanka

### Chave Principal
Times
- Austrália
- Índia
- Indonésia
- Japão
- Paquistão
- Vietnã do Sul

|  |                                  |                                  |                                  |             |   |                                  |                                  |                                  |  |  |                             |                             |                             |  |  |                     |                     |                     |
|  | Fase preliminar 23 a 28 de março | Fase preliminar 23 a 28 de março | Fase preliminar 23 a 28 de março |             |   | Quartas de final 9 a 15 de abril | Quartas de final 9 a 15 de abril | Quartas de final 9 a 15 de abril |  |  | Semifinais 20 a 22 de abril | Semifinais 20 a 22 de abril | Semifinais 20 a 22 de abril |  |  | Final 4 a 6 de maio | Final 4 a 6 de maio | Final 4 a 6 de maio |
|  | Fase preliminar 23 a 28 de março | Fase preliminar 23 a 28 de março | Fase preliminar 23 a 28 de março |             |   | Quartas de final 9 a 15 de abril | Quartas de final 9 a 15 de abril | Quartas de final 9 a 15 de abril |  |  | Semifinais 20 a 22 de abril | Semifinais 20 a 22 de abril | Semifinais 20 a 22 de abril |  |  | Final 4 a 6 de maio | Final 4 a 6 de maio | Final 4 a 6 de maio |
|  |                                  |                                  |                                  |             |   |                                  |                                  |                                  |  |  |                             |                             |                             |  |  |                     |                     |                     |
|  |                                  |                                  |                                  |             |   |                                  |                                  |                                  |  |  |                             |                             |                             |  |  |                     |                     |                     |
|  |                                  |                                  |                                  |             |   |                                  |                                  |                                  |  |  |                             |                             |                             |  |  |                     |                     |                     |
|  |                                  |                                  |                                  |             |   |                                  |                                  |                                  |  |  |                             |                             |                             |  |  |                     |                     |                     |
|  |                                  |                                  |                                  |             |   |                                  |                                  |                                  |  |  |                             |                             |                             |  |  |                     |                     |                     |
|  |                                  |                                  |                                  |             |   |                                  |                                  |                                  |  |  |                             |                             |                             |  |  |                     |                     |                     |
|  |                                  |                                  |                                  |             |   |                                  |                                  |                                  |  |  |                             |                             |                             |  |  |                     |                     |                     |
|  |                                  |                                  |                                  |             |   |                                  |                                  |                                  |  |  |                             |                             |                             |  |  |                     |                     |                     |
|  |                                  |                                  |                                  |             |   |                                  |                                  |                                  |  |  |                             |                             |                             |  |  |                     |                     |                     |
|  |                                  |                                  |                                  | Tóquio, JPN |   |                                  |                                  |                                  |  |  |                             |                             |                             |  |  |                     |                     |                     |
|  |                                  |                                  |                                  |             |   |                                  |                                  |                                  |  |  |                             |                             |                             |  |  |                     |                     |                     |
|  | Austrália                        | Austrália                        | 4                                |             |   |                                  |                                  |                                  |  |  |                             |                             |                             |  |  |                     |                     |                     |
|  | Austrália                        | Austrália                        | 4                                | Seul, KOR   |   |                                  |                                  |                                  |  |  |                             |                             |                             |  |  |                     |                     |                     |
|  |                                  |                                  | Japão                            | Japão       | 1 |                                  |                                  |                                  |  |  |                             |                             |                             |  |  |                     |                     |                     |
|  | Coreia do Sul                    | Coreia do Sul                    | Japão                            | Japão       | 1 | 1                                |                                  |                                  |  |  |                             |                             |                             |  |  |                     |                     |                     |
|  | Coreia do Sul                    | Coreia do Sul                    | Tóquio, JPN                      |             |   | 1                                |                                  |                                  |  |  |                             |                             |                             |  |  |                     |                     |                     |
|  | Japão                            | Japão                            | 4                                |             |   |                                  |                                  |                                  |  |  |                             |                             |                             |  |  |                     |                     |                     |
|  | Japão                            | Japão                            | 4                                |             |   | Japão                            | Japão                            | 3                                |  |  |                             |                             |                             |  |  |                     |                     |                     |
|  | Jacarta, INA                     |                                  |                                  |             |   | Japão                            | Japão                            | 3                                |  |  |                             |                             |                             |  |  |                     |                     |                     |
|  |                                  |                                  | Indonésia                        | Indonésia   | 0 |                                  |                                  |                                  |  |  |                             |                             |                             |  |  |                     |                     |                     |
|  | Indonésia                        | Indonésia                        | Indonésia                        | Indonésia   | 0 | 5                                |                                  |                                  |  |  |                             |                             |                             |  |  |                     |                     |                     |
|  | Indonésia                        | Indonésia                        |                                  |             |   | 5                                | Madras, IND                      |                                  |  |  |                             |                             |                             |  |  |                     |                     |                     |
|  | Hong Kong                        | Hong Kong                        | 0                                |             |   |                                  |                                  |                                  |  |  |                             |                             |                             |  |  |                     |                     |                     |
|  | Hong Kong                        | Hong Kong                        | 0                                |             |   | Austrália                        | Austrália                        | 4                                |  |  |                             |                             |                             |  |  |                     |                     |                     |
|  | Kuala Lumpur, Malásia            |                                  |                                  |             |   | Austrália                        | Austrália                        | 4                                |  |  |                             |                             |                             |  |  |                     |                     |                     |
|  |                                  |                                  | Índia                            | Índia       | 0 |                                  |                                  |                                  |  |  |                             |                             |                             |  |  |                     |                     |                     |
|  | Malásia                          | Malásia                          | Índia                            | Índia       | 0 | 0                                |                                  |                                  |  |  |                             |                             |                             |  |  |                     |                     |                     |
|  | Malásia                          | Malásia                          | Kuala Lumpur, Malásia - grama    |             |   | 0                                |                                  |                                  |  |  |                             |                             |                             |  |  |                     |                     |                     |
|  | Paquistão                        | Paquistão                        | 3                                |             |   |                                  |                                  |                                  |  |  |                             |                             |                             |  |  |                     |                     |                     |
|  | Paquistão                        | Paquistão                        | 3                                |             |   | Paquistão                        | Paquistão                        | 4                                |  |  |                             |                             |                             |  |  |                     |                     |                     |
|  | Penang, Malásia                  |                                  |                                  |             |   | Paquistão                        | Paquistão                        | 4                                |  |  |                             |                             |                             |  |  |                     |                     |                     |
|  |                                  |                                  | Vietnã do Sul                    |             |   |                                  |                                  |                                  |  |  |                             |                             |                             |  |  |                     |                     |                     |
|  | Vietnã do Sul                    | Vietnã do Sul                    | 3                                |             |   |                                  |                                  |                                  |  |  |                             |                             |                             |  |  |                     |                     |                     |
|  | Vietnã do Sul                    | Vietnã do Sul                    | 3                                |             |   | Kuala Lumpur, Malásia - grama    |                                  |                                  |  |  |                             |                             |                             |  |  |                     |                     |                     |
|  | Sri Lanka                        | Sri Lanka                        | 0                                |             |   |                                  |                                  |                                  |  |  |                             |                             |                             |  |  |                     |                     |                     |
|  | Sri Lanka                        | Sri Lanka                        | 0                                |             |   | Paquistão                        | Paquistão                        | 0                                |  |  |                             |                             |                             |  |  |                     |                     |                     |
|  |                                  |                                  |                                  |             |   |                                  |                                  |                                  |  |  |                             |                             |                             |  |  |                     |                     |                     |
|  |                                  |                                  | Índia                            | Índia       | 4 |                                  |                                  |                                  |  |  |                             |                             |                             |  |  |                     |                     |                     |
|  |                                  |                                  |                                  | Índia       | 4 |                                  |                                  |                                  |  |  |                             |                             |                             |  |  |                     |                     |                     |

## Zona Europeia

### Zona A

#### Fase Preliminar
Times
- Bulgária — avançou para a Chave Principal
- Egito — avançou para a Chave Principal
- Irã
- Luxemburgo
- Marrocos — avançou para a Chave Principal
- Portugal
- Suíça — avançou para a Chave Principal
- Turquia

#### Chave Principal
Times
- Bélgica
- Bulgária
- Tchecoslováquia - avançou para o Interzonal
- Egito
- Reino Unido
- Itália
- Marrocos
- Polônia
- Espanha
- Suécia
- Suíça
- Alemanha Ocidental

### Zona B

#### Fase Preliminar
Times
- Áustria — avançou para a Chave Principal
- Finlândia
- Grécia — avançou para a Chave Principal
- Irlanda
- Mónaco
- Noruega — avançou para a Chave Principal

#### Chave Principal
Times
- Áustria
- Dinamarca
- França
- Grécia
- Hungria
- Israel
- Países Baixos
- Nova Zelândia
- Noruega
- Romênia - avançou para o Interzonal
- União Soviética
- Iugoslávia

## Interzonal
|  | Primeira rodada agosto-novembro | Primeira rodada agosto-novembro | Primeira rodada agosto-novembro |                |     | Final 30 de novembro-2de dezembro | Final 30 de novembro-2de dezembro | Final 30 de novembro-2de dezembro |  |
|  |                                 |                                 |                                 |                |     |                                   |                                   |                                   |  |
|  | EAS                             | Austrália                       | 4                               |                |     |                                   |                                   |                                   |  |
|  | EAS                             | Austrália                       | 4                               |                |     |                                   |                                   |                                   |  |
|  | EUR-A                           | Tchecoslováquia                 | 1                               |                |     |                                   |                                   |                                   |  |
|  | EUR-A                           | Tchecoslováquia                 | 1                               |                | EAS | Austrália                         | 5                                 |                                   |  |
|  |                                 |                                 |                                 |                | EAS | Austrália                         | 5                                 |                                   |  |
|  |                                 |                                 | AME                             | Estados Unidos | 0   |                                   |                                   |                                   |  |
|  | EUR-B                           | Romênia                         | AME                             | Estados Unidos | 0   | 1                                 |                                   |                                   |  |
|  | EUR-B                           | Romênia                         |                                 |                |     |                                   |                                   |                                   |  |
|  | AME                             | Estados Unidos                  | 4                               |                |     |                                   |                                   |                                   |  |

### Primeira Rodada
| Austrália 4 | Kooyong Stadium, Melbourne, Austrália 16-18 de novembro grama | Kooyong Stadium, Melbourne, Austrália 16-18 de novembro grama | Tchecoslováquia 1 |       |     |     |     |  |
| \| \| \| \| 1 \| 2 \| 3 \| 4 \| 5 \| \| \| - \| \| ---------------------------------------------------- \| --- \| ----- \| --- \| --- \| --- \| \| \| 1 \| \| Rod Laver Jan Kodeš \| 6 3 \| 7 5 \| 7 5 \| \| \| \| \| 2 \| \| John Newcombe Jiří Hřebec \| 4 6 \| 10 8 \| 4 6 \| 5 7 \| \| \| \| 3 \| \| Rod Laver / Ken Rosewall Jan Kodeš / Vladimir Zednik \| 6 4 \| 14 12 \| 7 9 \| 8 6 \| \| \| \| 4 \| \| Rod Laver Jiří Hřebec \| 5 7 \| 6 3 \| 6 4 \| 4 6 \| 6 4 \| \| \| 5 \| \| John Newcombe Jan Kodeš \| 6 2 \| 6 2 \| 6 4 \| \| \| \| |                                                               |                                                               |                   |       |     |     |     |  |
| |                                                               |                                                               | 1                 | 2     | 3   | 4   | 5   |  |
| 1 | Austrália · Checoslováquia                                    | Rod Laver Jan Kodeš                                           | 6 3               | 7 5   | 7 5 |     |     |  |
| 2 | Austrália · Checoslováquia                                    | John Newcombe Jiří Hřebec                                     | 4 6               | 10 8  | 4 6 | 5 7 |     |  |
| 3 | Austrália · Checoslováquia                                    | Rod Laver / Ken Rosewall Jan Kodeš / Vladimir Zednik          | 6 4               | 14 12 | 7 9 | 8 6 |     |  |
| 4 | Austrália · Checoslováquia                                    | Rod Laver Jiří Hřebec                                         | 5 7               | 6 3   | 6 4 | 4 6 | 6 4 |  |
| 5 | Austrália · Checoslováquia                                    | John Newcombe Jan Kodeš                                       | 6 2               | 6 2   | 6 4 |     |     |  |

| Estados Unidos 4 | Round Hill Country Club, Alamo, CA, Estados Unidos 17-19 de agosto piso duro | Round Hill Country Club, Alamo, CA, Estados Unidos 17-19 de agosto piso duro | Romênia 1 |     |     |     |     |  |
| \| \| \| \| 1 \| 2 \| 3 \| 4 \| 5 \| \| \| - \| \| --------------------------------------------------------- \| --- \| --- \| --- \| --- \| --- \| \| \| 1 \| \| Marty Riessen Ilie Năstase \| 2 6 \| 4 6 \| 2 6 \| \| \| \| \| 2 \| \| Stan Smith Toma Ovici \| 7 5 \| 6 1 \| 6 3 \| \| \| \| \| 3 \| \| Stan Smith / Erik van Dillen Ilie Năstase / Ionel Santeiu \| 6 2 \| 7 5 \| 6 2 \| \| \| \| \| 4 \| \| Marty Riessen Toma Ovici \| 6 1 \| 4 6 \| 6 1 \| 7 5 \| \| \| \| 5 \| \| Stan Smith Ilie Năstase \| 5 7 \| 6 2 \| 6 3 \| 4 6 \| 6 3 \| \| |                                                                              |                                                                              |           |     |     |     |     |  |
| |                                                                              |                                                                              | 1         | 2   | 3   | 4   | 5   |  |
| 1 | Estados Unidos · Roménia                                                     | Marty Riessen Ilie Năstase                                                   | 2 6       | 4 6 | 2 6 |     |     |  |
| 2 | Estados Unidos · Roménia                                                     | Stan Smith Toma Ovici                                                        | 7 5       | 6 1 | 6 3 |     |     |  |
| 3 | Estados Unidos · Roménia                                                     | Stan Smith / Erik van Dillen Ilie Năstase / Ionel Santeiu                    | 6 2       | 7 5 | 6 2 |     |     |  |
| 4 | Estados Unidos · Roménia                                                     | Marty Riessen Toma Ovici                                                     | 6 1       | 4 6 | 6 1 | 7 5 |     |  |
| 5 | Estados Unidos · Roménia                                                     | Stan Smith Ilie Năstase                                                      | 5 7       | 6 2 | 6 3 | 4 6 | 6 3 |  |

### Final
| Estados Unidos 0 | Public Auditorium, Cleveland, OH, Estados Unidos 30 de novembro - 2 de dezembro carpete (indoor) | Public Auditorium, Cleveland, OH, Estados Unidos 30 de novembro - 2 de dezembro carpete (indoor) | Austrália 5 |     |     |     |     |  |
| \| \| \| \| 1 \| 2 \| 3 \| 4 \| 5 \| \| \| - \| \| ------------------------------------------------------ \| ---- \| --- \| --- \| --- \| --- \| \| \| 1 \| \| Stan Smith John Newcombe \| 1 6 \| 6 4 \| 3 6 \| 6 4 \| 4 6 \| \| \| 2 \| \| Tom Gorman Rod Laver \| 10 8 \| 6 8 \| 8 6 \| 3 6 \| 1 6 \| \| \| 3 \| \| Stan Smith / Erik van Dillen Rod Laver / John Newcombe \| 1 6 \| 2 6 \| 4 6 \| \| \| \| \| 4 \| \| Tom Gorman John Newcombe \| 2 6 \| 1 6 \| 3 6 \| \| \| \| \| 5 \| \| Stan Smith Rod Laver \| 3 6 \| 4 6 \| 6 3 \| 2 6 \| \| \| |                                                                                                  |                                                                                                  |             |     |     |     |     |  |
| |                                                                                                  |                                                                                                  | 1           | 2   | 3   | 4   | 5   |  |
| 1 | Estados Unidos · Austrália                                                                       | Stan Smith John Newcombe                                                                         | 1 6         | 6 4 | 3 6 | 6 4 | 4 6 |  |
| 2 | Estados Unidos · Austrália                                                                       | Tom Gorman Rod Laver                                                                             | 10 8        | 6 8 | 8 6 | 3 6 | 1 6 |  |
| 3 | Estados Unidos · Austrália                                                                       | Stan Smith / Erik van Dillen Rod Laver / John Newcombe                                           | 1 6         | 2 6 | 4 6 |     |     |  |
| 4 | Estados Unidos · Austrália                                                                       | Tom Gorman John Newcombe                                                                         | 2 6         | 1 6 | 3 6 |     |     |  |
| 5 | Estados Unidos · Austrália                                                                       | Stan Smith Rod Laver                                                                             | 3 6         | 4 6 | 6 3 | 2 6 |     |  |

| CAMPEÃO              |
| Copa Davis de 1973   |
| -------------------- |
| Austrália 23º título |

## Fonte
- «Página oficial da Davis Cup» (em inglês)